# Liste der Stolpersteine in Vlissingen

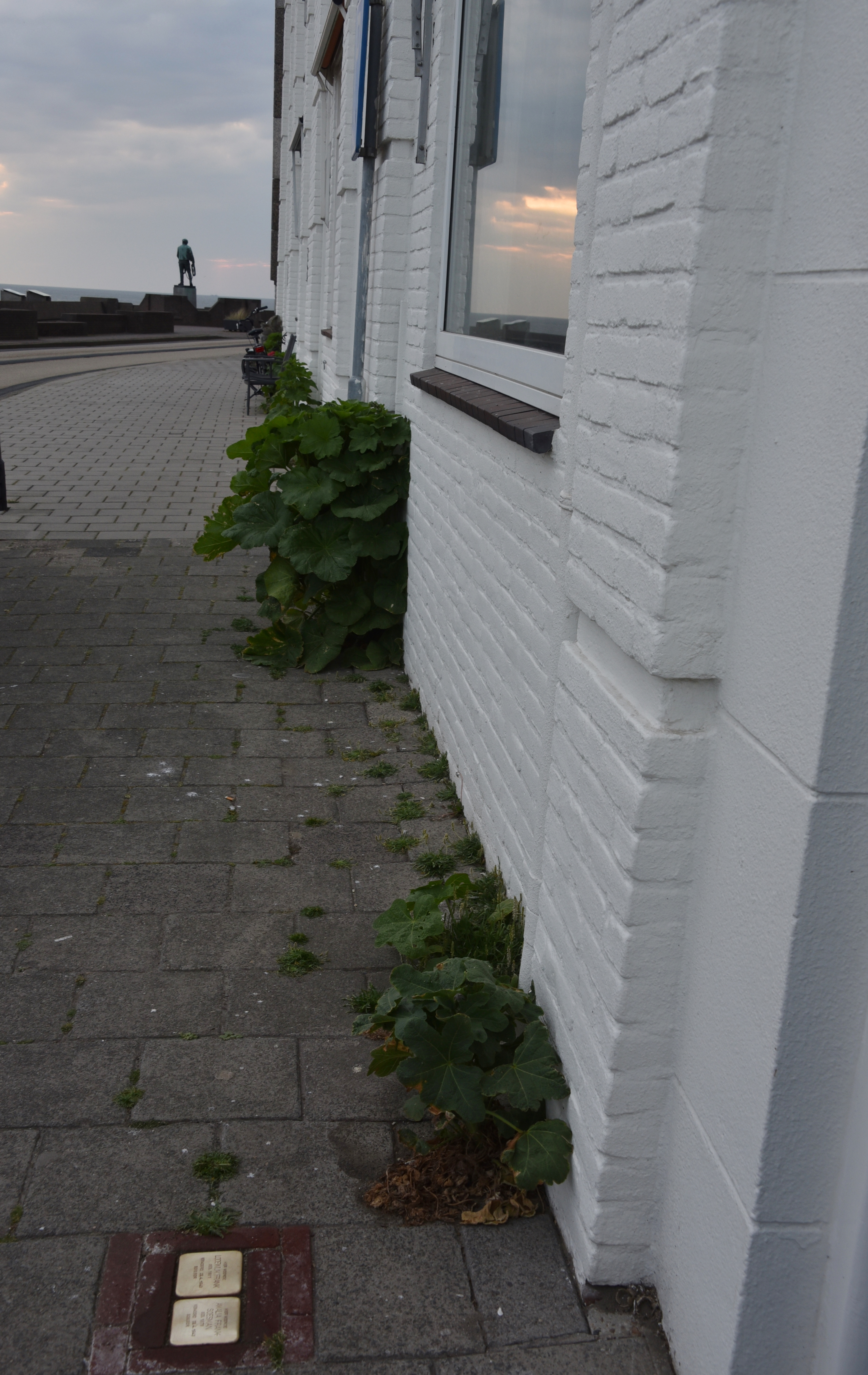
Stolpersteine in Vlissingen

In der Liste der Stolpersteine in Vlissingen werden die vorhandenen Gedenksteine aufgeführt, die im Rahmen des Projektes Stolpersteine des Künstlers Gunter Demnig bisher in Vlissingen in der südniederländischen Provinz Zeeland verlegt worden sind. Stolpersteine erinnern an das Schicksal der Menschen, die von den Nationalsozialisten ermordet, deportiert, vertrieben oder in den Suizid getrieben wurden. Sie liegen im Regelfall vor dem letzten selbstgewählten Wohnsitz des Opfers. Stolpersteine werden auf Niederländisch struikelstenen genannt.
Die ersten Verlegungen in Vlissingen erfolgten am 13. Juni 2019.

## Verlegte Stolpersteine
In der Stadt Vlissingen wurden bislang 21 Stolpersteine an neun Adressen verlegt.
| Stolperstein | Übersetzung                                                                       | Verlegort                                            | Name, Leben                               |
| ------------ | --------------------------------------------------------------------------------- | ---------------------------------------------------- | ----------------------------------------- |
|              | HIER WOHNTE BAREND BOUMAN GEB. 1885 ERMORDET 22.10.1942 AUSCHWITZ                 | Lepelstraat 7                                        | Barend Bouman (1885–1942)                 |
|              | HIER WOHNTE LIZA BOUMAN-NOACH GEB. 1875 ERMORDET 2.4.1943 SOBIBOR                 | Lepelstraat 7                                        | Liza Bouman-Noach (1875–1943)             |
|              | HIER WOHNTE DANIEL CRACAU GEB. 1917 ERMORDET 31.3.1944 AUSCHWITZ                  | Molenstraat 44                                       | Daniel Cracau (1917–1944)                 |
|              | HIER WOHNTE DAVID CRACAU GEB. 1906 ERMORDET 31.12.1943 GRÄDITZ                    | Hoek Gasthuisstraat/Koestraat (vorm. Paardemarkt 29) | David Cracau (1906–1943)                  |
|              | HIER WOHNTE JACOB CRACAU GEB. 1909 ERMORDET 19.8.1942 AUSCHWITZ                   | Nieuwendijk 54-60                                    | Jacob Cracau (1909–1942)                  |
|              | HIER WOHNTE MILKA CRACAU GEB. 1936 GESTORBEN 1.6.1940 ROXEM                       | Hoek Gasthuisstraat/Koestraat (vorm. Paardemarkt 29) | Milka Cracau (1936–1943)                  |
|              | HIER WOHNTE VICTOR CRACAU GEB. 1932 GESTORBEN 10.10.1942 AMSTERDAM                | Hoek Gasthuisstraat/Koestraat (vorm. Paardemarkt 29) | Victor Cracau (1937–1942)                 |
|              | HIER WOHNTE SOPHIA CRACAU-EPHRAIM GEB. 1911 ERMORDET 12.2.1943 AUSCHWITZ          | Hoek Gasthuisstraat/Koestraat (vorm. Paardemarkt 29) | Sophia Cracau-Ephraïm (1911–1943)         |
|              | HIER WOHNTE ENGELTJE CRACAU- FRANK GEB. 1880 ERMORDET 22.10.1943 AUSCHWITZ        | Molenstraat 44                                       | Engeltje Cracau-Frank (1880–1943)         |
|              | HIER WOHNTE LODEWIJK FRANK GEB. 1881 ERMORDET 23.4.1943 SOBIBOR                   | Boulevard de Ruyter 100                              | Lodewijk Frank (1881–1943)                |
|              | HIER WOHNTE AMALIA FRANK- SOESMAN GEB. 1878 ERMORDET 23.4.1943 SOBIBOR            | Boulevard de Ruyter 100                              | Amalia Frank-Soesman (1878–1943)          |
|              | HIER WOHNTE MINA HELENA GLAZER GEB. 1909 ERMORDET 8.10.1942 AUSCHWITZ             | Nieuwendijk 19                                       | Mina Helena Glazer (1909–1942)            |
|              | HIER WOHNTE HENDRIKA GLAZER -VAN DER SLUIS GEB. 1869 ERMORDET 8.10.1942 AUSCHWITZ | Nieuwendijk 19                                       | Hendrika Glazer-van der Sluis (1869–1942) |
|              | HIER WOHNTE DAVID HIEGENLICH GEB. 1910 ERMORDET 7.9.1942 AUSCHWITZ                | Bellamypark 6                                        | David Hiegenlich (1910–1942)              |
|              | HIER WOHNTE LIENECKE HIEGENLICH GEB. 1940 ERMORDET 7.9.1942 AUSCHWITZ             | Bellamypark 6                                        | Lieneke Hiegenlich (1940–1942)            |
|              | HIER WOHNTE RUBEN HIEGENLICH GEB. 1882 ERMORDET 16.7.1943 SOBIBOR                 | Bellamypark 6                                        | Ruben Hiegenlich (1882–1943)              |
|              | HIER WOHNTE SIMON HIEGENLICH GEB. 1914 ERMORDET 31.12.1942 SEIBERSDORF            | Bellamypark 6                                        | Simon Hiegenlich (1914–1942)              |
|              | HIER WOHNTE JETTA HIEGENLICH- DE METZ GEB. 1911 ERMORDET 7.9.1942 AUSCHWITZ       | Bellamypark 6                                        | Jetta Hiegenlich-de Metz (1911–1942)      |
|              | HIER WOHNTE SERLINA HIEGENLICH- ROOZENDAAL GEB. 1883 ERMORDET 16.7.1943 SOBIBOR   | Bellamypark 6                                        | Serlina Hiegenlich-Roozendaal (1883–1943) |
|              | HIER WOHNTE JACOB WILLEM LOURIER GEB. 1887 ERMORDET 15.10.1942 AUSCHWITZ          | Walstraat 2                                          | Jacob Willem Lourier (1887–1942)          |
|              | HIER WOHNTE HERMAN LOUIS VAN ZANTEN GEB. 1907 ERMORDET 28.8.1942 AUSCHWITZ        | Badhuisstraat 144-146 (vorm. No. 98)                 | Herman Louis van Zanten (1907–1942)       |

## Verlegedaten
- 13. Juni 2019: Lepelstraat 7, Nieuwendijk 19 und 54-60, Walstraat 2[30]
- 22. September 2021: Badhuisstraat 144-146, Bellamypark 6, Boulevard de Ruyter 100, Molenstraat 44, Paardemarkt 29[31]
- November 2021: angekündigt wurden sieben Stolpersteine an drei Adressen

Bei den Stolpersteinverlegungen in Vlissingen wurden kurz die Lebensgeschichte derer erzählt, denen die Steine gewidmet sind. Es wurden Gedichte gelesen, der Kaddisch oder ein Psalm gesungen, Blumen und kleine Steine nach jüdischer Tradition gelegt.